# Hautasaari (ö i Kides, Orivesi)
Hautasaari är en ö i Finland. Den ligger i sjön Orivesi och i kommunen Kides i den ekonomiska regionen  Mellersta Karelen  och landskapet Norra Karelen, i den sydöstra delen av landet, 300 km nordost om huvudstaden Helsingfors. Öns största längd är 1,8 kilometer i sydöst-nordvästlig riktning.